# Spencer Redford
Spencer Redford, geboren als Jessica Leigh Spencer (Rochester (Michigan), 10 augustus 1983), is een Amerikaans actrice. Nadat ze naar Los Angeles was verhuisd, debuteerde ze in 2002 in de direct-naar-video-film Vampire Clan. In 2004 speelde ze de rol van Loretta Modern in de film Pixel Perfect.